# Nguyễn Phúc Phương Mai
Nguyễn Phúc Phương Mai (1 tháng 8 năm 1937 – 16 tháng 1 năm 2021), phong hiệu Thái Công tước Phu nhân xứ Addis Ababa và Thái Hầu tước Phu nhân xứ Sabotino, là con gái đầu lòng của vua Bảo Đại và hoàng hậu Nam Phương thuộc hoàng tộc Nhà Nguyễn.
Năm 1947, Nam Phương rời Việt Nam với đứa con của mình và sống tại Chateau Thorens, ngoại ô của thành phố Cannes, Pháp. Vào khoảng giữa năm 1949–1953, Phương Mai được học ở Pháp và sau đó trở về Việt Nam. Bà được học tại trường Convent des Oiseaux ở Đà Lạt. Bà đã phải lận đận ngay khi thôi học trung học, bà đã yêu một phi công, người lái máy bay cho cựu hoàng và đã có con với anh này, rồi máu ghen đã khiến họ chia tay. Lúc đó chẳng ai biết bà đã từng là một công chúa, con của vị vua đã thoái vị ở Việt Nam.
Sau đó ngày 5 tháng 8 năm 1971, Phương Mai kết hôn với doanh nhân người Ý làm trong ngành may mặc là Pietro Badoglio, cháu nội của thủ tướng thứ 28 của Ý Pietro Badoglio. Họ đã có hai con là Don Flavio Badoglio, Công tước xứ Addis Abeba thứ ba (sinh ngày 20 tháng 3 năm 1973) và Donna Manuela Badoglio dei Duchi di Addis Abeba (sinh ngày 26 tháng 6 năm 1959). Cuối đời, bà sống chung với em gái mình là công chúa Phương Dung tại Louveciennes ngoại ô Paris, Pháp.
Bà qua đời vào ngày 16 tháng 1 năm 2021, thọ 83 tuổi.

## Danh xưng
- Hoàng nữ Phương Mai của Việt Nam (1937–1971)
- Hoàng nữ Phương Mai, Công tước Phu nhân xứ Addis Abeba và Hầu tước Phu nhân xứ Sabotino (1971–1992)
- Hoàng nữ Phương Mai, Thái Công tước Phu nhân xứ Addis Abeba và Thái Hầu tước Phu nhân xứ Sabotino (1992–2021)